# Mes problèmes avec les femmes
Mes problèmes avec les femmes (anglais : My Troubles with Women) est un album de bande dessinée regroupant dix histoires autobiographiques de Robert Crumb (dont trois réalisées avec sa femme Aline Kominsky-Crumb), originellement parues dans les années 1980 dans Weirdo et Zap Comix. Un recueil partiel a d’abord été publié en France par Albin Michel en 1989 sous le titre Mes femmes ; l’édition anglophone paraît chez Knockabout Comics (en) en 1990 au Royaume-Uni et chez Last Gasp en 1992 aux États-Unis. L'édition française est revue et augmentée chez Cornélius en 2007.

## Contenu
Les histoires reprises dans cet album témoignent du passage de Crumb de la bande dessinée underground, où il exposait ses fantasmes sexuels les plus débridés, vers une bande dessinée alternative moins excessive, quoique toujours controversée pour la façon dont les femmes y sont représentées.
Liste des histoires dans l’édition originale :
1. I’m grateful !
2. (histoire sans titre)
3. Memories are made of this !
4. Uncle Bob’s mid-life Crisis
5. Footsy
6. Mis problemas con las mujeres
7. My troubles with women, Part II
8. Aline’n’Bob - Our lovely home
9. Dirty laundry comics
10. If I were a King

## Publication
- Mes femmes, Albin Michel, 1989  (ISBN 2-226-03731-4)
- My Troubles with Women, Knockabout Comics (en), 1990  (ISBN 978-0-86166-089-6)
- My Troubles with Women, Last Gasp, 1992  (ISBN 978-0-86719-374-9)
- Mes problèmes avec les femmes, Cornélius coll. « Solange », 2007  (ISBN 978-2-915492-30-9)

## Censure
L’album a fait l’objet d’une saisie douanière au Royaume-Uni en janvier 1995. Alors que les productions locales de bande dessinée érotique étaient diffusées sans obstacle, l’importation de livres américains contenant du « matériel obscène » pouvait être interdite par les douanes britanniques (en). 500 exemplaires de My Troubles with Women furent ainsi saisis à l’aéroport d’Heathrow, ce qui déclencha un tollé et une procédure judiciaire.
En effet, l’importateur était l’éditeur britannique Knockabout Comics, qui commercialisait librement cet album depuis cinq années. Arrivé en rupture de stock,  Knockabout avait demandé à son homologue américain, Last Gasp, de lui envoyer 500 réassorts. Le motif invoqué par les douanes de Sa Majesté était la présence de deux dessins obscènes — ce qui, selon Bernard Joubert, « est trop ou trop peu concernant Robert Crumb ». Au cours du procès intenté par les dirigeants de la maison d’édition, le critique Paul Gravett témoigna de la renommée mondiale de Crumb, et prit en exemple la diffusion par la BBC du documentaire sur ce dessinateur. Knockabout obtint 6 000 £ d’indemnité et la restitution des livres saisis.